# شهرک شهید بهشتی (هیرمند)
شهرک شهید بهشتی ، روستایی است از توابع بخش مرکزی شهرستان هیرمند در استان سیستان و بلوچستان ایران.

## جمعیت
این روستا در دهستان دوست‌محمد قرار داشته و براساس سرشماری سال ۱۳۸۵جمعیت آن ۷۸۵نفر (۱۵۴خانوار) بوده‌است.